# Alvites
Alvites ist eine Kleinstadt (Vila) und Gemeinde im Norden Portugals.
1984 zog der bedeutende niederländische Schriftsteller Gerrit Komrij nach Alvites, wo er vier Jahre lang lebte, bevor er nach Vila Pouca da Beira zog, seinem letzten Wohnort.

## Geschichte
Funde wie die des Hügels Monte Mel deuten auf eine vorgeschichtliche Besiedlung zumindest seit der Castrokultur hin.
Der heutige Ort entstand vermutlich während der mittelalterlichen Reconquista zwischen dem 10. und 13. Jh. Im Jahr 1249 erhielt Alvites erste Stadtrechte, die jedoch nicht sehr umfangreich waren und Alvites nicht zum Sitz eines eigenen Verwaltungskreises machten. Der Ortsname geht vermutlich auf den Besitzer eines frühen hiesigen Landgutes (villar) zurück, der den damals weit verbreiteten Namen Alvito oder Alvites trug.
Im 17. und 18. Jh. erfuhr die Gemeinde eine relative Blüte, und es entstanden repräsentative Herrenhäuser auf hiesigen Landgütern, etwa das der Familie Bacelar oder das der Familie Pereira Cabral.

## Sehenswürdigkeiten
Neben der Natur, die über Wanderwege der Kreisverwaltung Mirandela erschlossen ist, befinden sich einige Baudenkmäler in der Gemeinde Alvites:
- Igreja de Santa Catarina, Gemeindekirche vermutlich aus dem 16. Jh.[6]
- Solar da Família Pereira Cabral, Herrenhaus aus dem 18. Jh.[7]
- Solar da Família Bacelar, Herrenhaus aus dem 17. Jh.[8]
- Capela de Santo Amaro, barocke Kapelle aus dem 17./18. Jh.[9]
- Capela de Santa Maria Madalena, Kapelle aus dem 16./17. Jh.[10]

## Verwaltung
Alvites ist Sitz einer gleichnamigen Gemeinde (Freguesia) im Kreis (Concelho) von Mirandela im Distrikt Bragança. In ihr leben 171 Einwohner auf einer Fläche von 18 km² (Stand 19. April 2021).
Folgende Ortschaften liegen im Gemeindegebiet:
- Alvites
- Açoreira
- Lamas de Cavalo
- Vale de Lagoa

## Persönlichkeiten
Der portugiesische Komponist Eurico Carrapatoso wurde 1962 hier geboren.
Der niederländische Schriftsteller Gerrit Komrij (1944–2012) lebte von 1984 bis 1988 in Alvites. 